# Cuina de Luxemburg

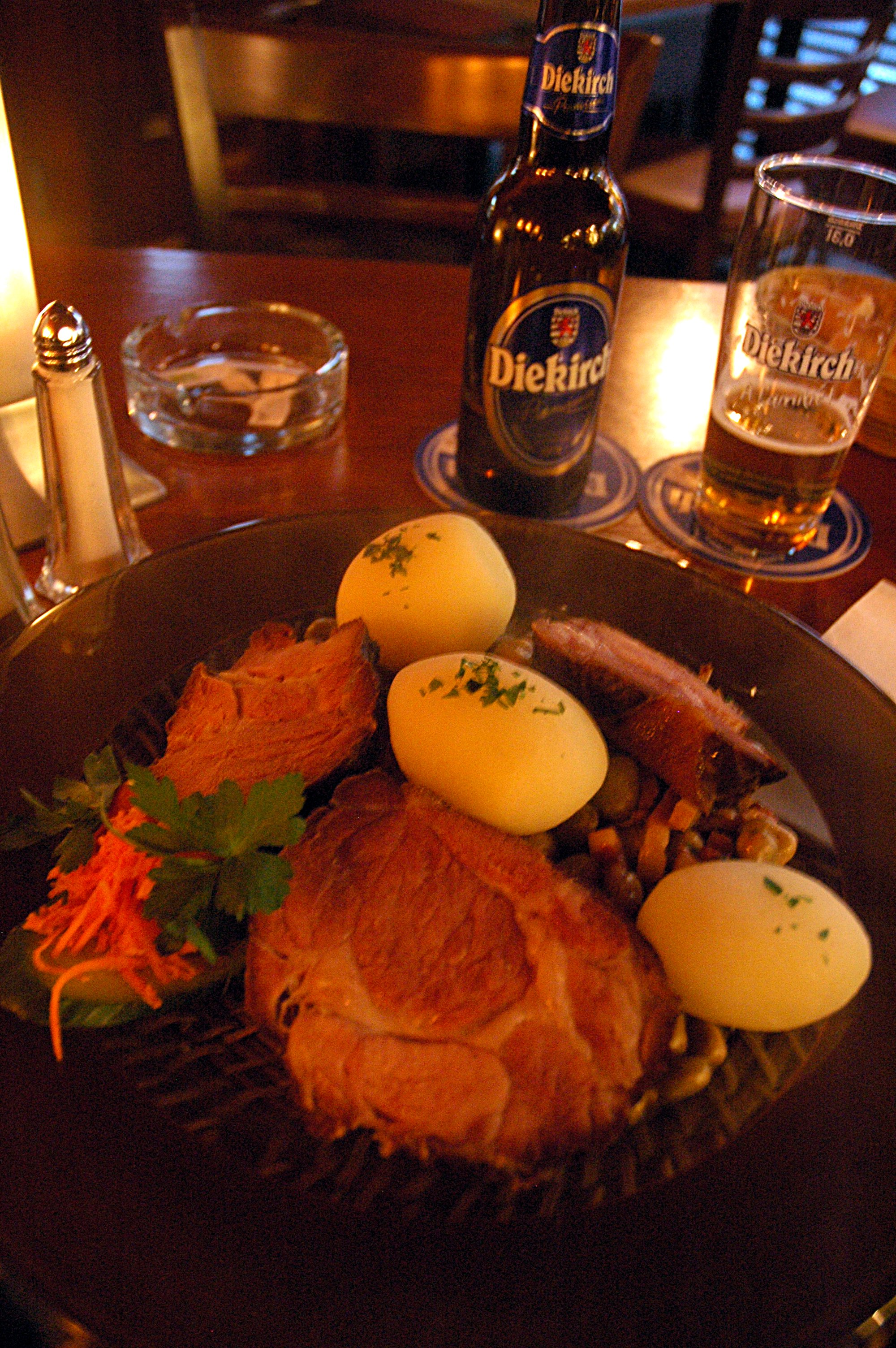
Judd mat Gaardebounen, servit amb patates cuites i cervesa Diekirch.

La cuina de Luxemburg reflecteix la posició de Luxemburg entre els països germànics i llatins, influït en les cuines de la veïna França, Bèlgica i Alemanya. Recentment, s'ha vist també influïda per molts dels emigrants italians i portuguesos. Igual que a la cuina d'Alemanya, la majoria dels plats tradicionals de la vida quotidiana de Luxemburg són d'origen rural, per contrast amb el més sofisticat francès.

## Alimentació
La cuina de Luxemburg té moltes delícies. A més a més de pastisseries franceses, el pastís i els pastissos de fruites, als pastissos locals també s'inclouen el pretzel, una especialitat de quaresma; el quetschentaart, un pastís de prunes; el verwurelt gedanken o verwurelter, semblant al dònut; i l'appelklatzen, pomes amb crosta. el formatge de Luxemburg té la seva especialitat al kachkéis o cancoillotte, formatge de cuinar per fondre.
Els peixos dels rius locals, com ara la truita de riu, el lluç de riu, i els crancs de riu són la base de plats com F'rell am Rèisleck (truita de riu amb salsa riesling), Hiecht mat Kraiderzooss (lluç de riu en salsa verda) i crancs en general preparats en una salsa de riesling. Un altre favorit és la fritura de la Mosel·la, petits peixos fregits del riu Mosel·la, acompanyat d'un vi blanc local del Mosel·la.

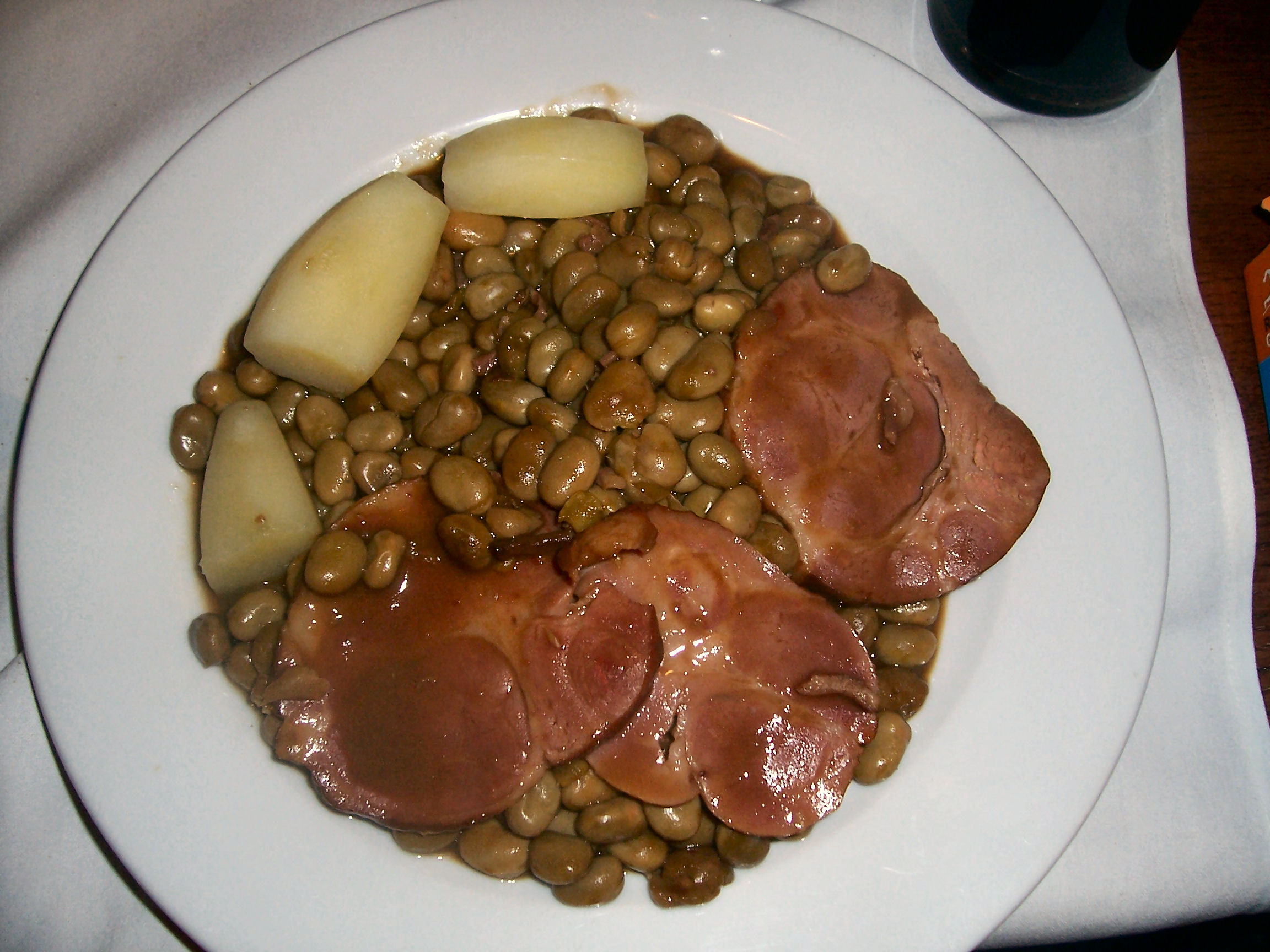
Judd mat Gaardebounen

Els plats de carn inclouen el pernil d'Oesling, des del nord muntanyós del país, primer marinat durant un parell de setmanes i després fumat durant alguns dies. Se serveix en general a rodanxes fines amb patates fregides i amanida. Potser el més tradicional de tots els plats de carn de Luxemburg és el Judd mat Gaardebounen, faves amb carn de porc. El porc es marina durant la nit, i després es bull amb verdures i espècies. Se serveix en llesques abundants junt amb faves i patates cuites, es considera que és el plat nacional de Luxemburg. Hong am Rèisleck, és un plat similar al francès Coq au Vin, consta de peces de pollastre daurades a foc lent en vi blanc amb verdures, espècies i bolets. Huesenziwwi o civet de llebre estofat servit durant la temporada de caça.
Altres plats inclouen el fetge, mandonguilles amb xucrut i patates bullides, el träipen amb salsa de poma, salsitxes amb puré de patates i de rave rusticà i la sopa Bouneschlupp. La cuina francesa ocupa un lloc destacat en molts menús, així com alguns plats d'Alemanya i Bèlgica.

### Altres aliments
Altres especialitats de Luxemburg són: 

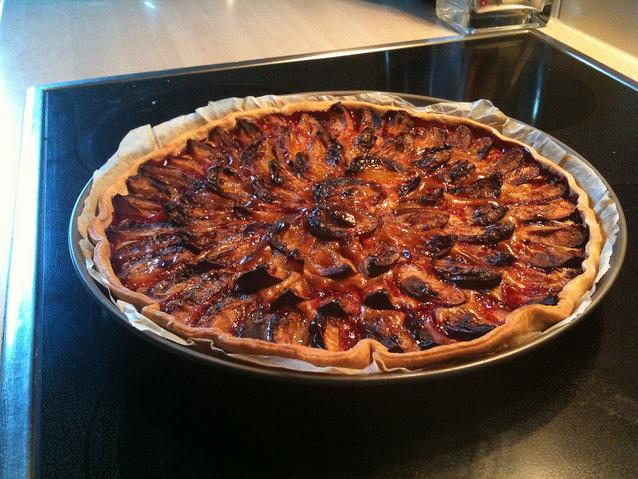
Quetschentaart, especialitat de Luxemburg

- Lëtzebuerger Grillwurscht - Embotits semblants en una versió picant de l'alemany Bratwurst. L'ús de la paraula «Thüringer» està reservat per als embotits produïts en Turíngia. Oficialment ara són Lëtzebuerger Grillwurscht o Salchichcas de Luxemburg a la planxa.
- Gromperekichelcher - Unes petites i fines creps de patata amb ceba picades i julivert, i després ben fregides.
- Tiirteg - Un altre tipus de crep de patata feta amb xucrut.
- Rieslingspaschtéit - Una forma de pastís popular de carn preparat amb vi Riesling, en general servit a rodanxes.
- Paté - Una pasta per untar, en general de carn però existeixen versions vegetarianes.
- Quetschentaart - Un pastís de prunes; que, juntament amb el de préssec, de cirera i de pera, són unes postres típiques i es pot trobar a qualsevol botiga de rebosteria o restaurant.
- Mel luxemburguesa de marca nacional, el tipus de mel de Luxemburg està protegit per les lleis de la UE.
- Öennenzop - Sopa de ceba que normalment se serveix amb formatge torrat per damunt.

## Vi i cervesa

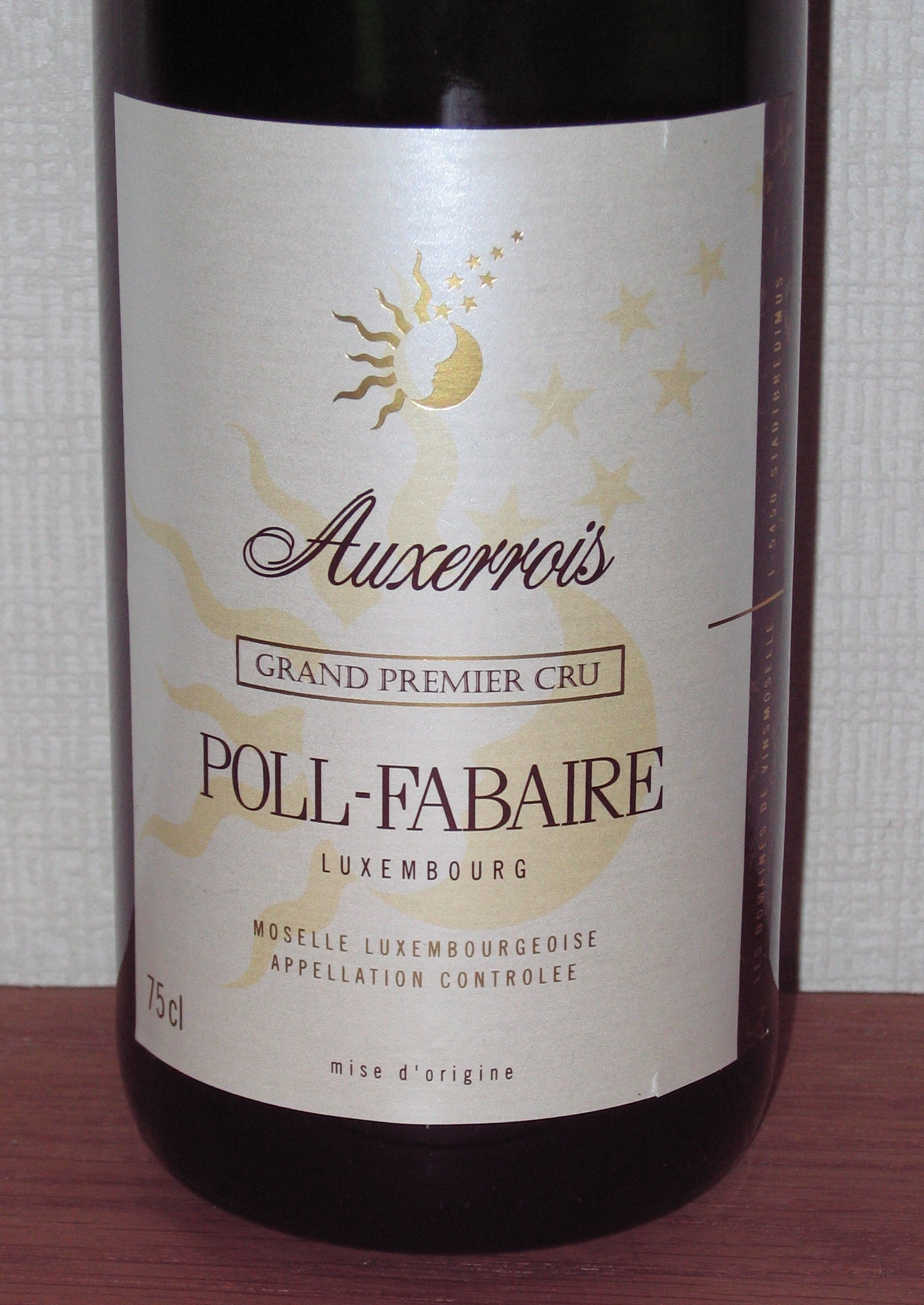
Vi Auxerrois

El vi blanc majorment sec, i el vi escumós que es produeix a Luxemburg, al llarg de la riba nord del Mosel·la, té una història de l'elaboració que es remunta als romans. Les principals varietats de vi són: riesling, pinot gris, pinot blanc, chardonnay, auxerrois, gewürztraminer, rivaner, elbling, pinot negre i crémant de Luxembourg. La Marque Nationale, a la part posterior de cada ampolla de vi de Luxemburg, confirma el seu origen i estableix el seu nivell de qualitat.
La cervesa, és una beguda molt popular a Luxemburg, es produeix localment en tres grans fàbriques de cervesa, així com en un parell d'establiments més petits. La majoria de la cervesa fabricada a Luxemburg és la cervesa daurada, però també hi ha un nombre de cerveses especials, així com cerveses sense alcohol i la cervesa de Nadal al desembre. Les principals marques de cervesa són Bofferding, que també produeixen Battin; Simon, Mousel i Diekirch, que comparteixen la mateixa fàbrica de cervesa a Diekirch. Hi ha dues cerveseries petites, Beierhaascht i Ourdaller.